# Dana Murray
Dana Leigh Murray (...) è una produttrice cinematografica statunitense.

## Biografia
Cresciuta a Placerville, in California, Dana Murray ha iniziato a lavorare con i Pixar Animation Studios nel 2003, come assistente di produzione di Alla ricerca di Nemo. In seguito è stata impiegata nel settore di cortometraggi e pubblicità, per poi lavorare come coordinatrice dei film Up, Ribelle - The Brave e Inside Out.
Nel 2017 ha prodotto il cortometraggio Lou, per il quale ha ricevuto una candidatura per l'Oscar al miglior cortometraggio d'animazione. Tre anni più tardi è stata produttrice del lungometraggio Soul, presentato in anteprima al Festival di Cannes. Il film le ha permesso di vincere l'Annie Award, il Golden Globe e l'Oscar al miglior film d'animazione.

## Filmografia
- Lou, regia di Dave Mullins (2017)
- Soul, regia di Pete Docter (2020)

## Riconoscimenti
- Premio Oscar
  - 2018 – Candidatura come miglior cortometraggio d'animazione per Lou
  - 2021 – Miglior film d'animazione per Soul

- Golden Globe
  - 2021 – Miglior film d'animazione per Soul